# カーメリ
カーメリ（伊: Cameri）は、イタリア共和国ピエモンテ州ノヴァーラ県にある、人口約11,000人の基礎自治体（コムーネ）。

## 地理

### 位置・広がり
| 隣接するコムーネは以下の通り。括弧内のMIはミラノ県所属を示す。 - ベッリンツァーゴ・ノヴァレーゼ - カルティニャーガ - カスターノ・プリーモ (MI) - ガッリアーテ - ノザーテ (MI) - ノヴァーラ - トゥルビーゴ (MI) |

## 姉妹都市
- Vännäs、スウェーデン 2003年